# 달맞이꽃속
달맞이꽃속은 바늘꽃과의 속으로 약 125 종으로 이루어져 있다. 원산지는 칠레이며 7월에 노란 꽃이 핀다. 밤에만 꽃이 피기 때문에 ‘달맞이꽃’, ‘월견초’라 한다.

## 주요 종
- 겹달맞이꽃(Oenothera biennis)
- 큰달맞이꽃(Oenothera erythrosepala)
- 긴잎달맞이꽃(Oenothera odorata)
- 애기달맞이꽃(Oenothera laciniata)
- 나비바늘꽃 (Oenothera lindheimeri): 흔히 '바늘꽃' 또는 '가우라'라고 부르는 북아메리카 원산의 여러해살이풀. 꽃 색이 분홍색이면 홍접초, 꽃 색이 흰색이면 백접초라고도 불림